# Condado de Rockdale
Rockdale é um condado localizado no estado americano da Geórgia. Segundo o censo de 2010, a população era superior a 85 mil. A sede do condado é Conyers.
O condado foi criado em 18 de outubro de 1870. O nome é oriundo da Igreja Batista Rockdale (est. 1846), que, por sua vez, recebeu o nome do estrato de granito que fica sob o solo vermelho do local.